# Trusting Beatrice
Trusting Beatrice, también conocida como Claude, es una película de comedia romántica de 1993 escrita y dirigida por Cindy Lou Johnson.

## Trama
Claude es un paisajista que está teniendo un día terrible. Ha sido abandonado por su novia, humillado por su jefe y ha descargado su bronca sobre una inocente niña que vendía galletitas. Luego, cuando quemaba fotografías de su novia, algo falla y su departamento termina incendiado. Es arrestado y liberado dos veces. Durante su vuelta a casa desde la estación de policía conoce a Beatrice, una inmigrante ilegal francesa que cuida de un huérfano camboyano mientras trata de evitar a la policía, que la busca por homicidio. Sintiendo compasión por ella, Claude le invita a mudarse con él y su extraña familia. Beatrice termina teniendo un efecto positivo en todos ellos, especialmente en Claude.

## Reparto
- Mark Evan Jacobs como Claude
- Irène Jacob como Beatrice
- Leonardo Cimino como Daddy V.J.
- Pat McNamara como Al Dewey
- Charlotte Moore como Mrs. Dewey
- Steve Buscemi como Danny